# Jeux olympiques d'été de 2028
Pour les précédents Jeux olympiques tenus dans la même ville, voir Jeux olympiques de Los Angeles.
Les Jeux olympiques d'été de 2028, officiellement appelés les Jeux de la XXXIVe olympiade de l'ère moderne, seront célébrés en 2028 à Los Angeles, aux États-Unis. La ville de Californie est seule candidate à l'organisation de ces Jeux, qui lui sont officiellement attribués le 13 septembre 2017 lors de la 131e session du Comité international olympique, à Lima (Pérou).

## Innovation commerciale
Pour la première fois dans l’histoire des Jeux olympiques, LA28 et le CIO ont autorisé la vente de droits de dénomination (« naming rights ») pour certains sites de compétition temporaires. Parmi les premiers partenariats, Comcast conservera son nom sur le "Comcast Squash Center" à Universal Studios, tandis que le "Honda Center" à Anaheim restera sous ce nom pour les épreuves de volley-ball en salle, malgré la règle traditionnelle de neutralité des sites durant le JO.
Le CIO décide en effet le 11 juillet 2017 en session extraordinaire à Lausanne (Suisse), pour Paris et Los Angeles, candidates à l'organisation des Jeux olympiques d'été de 2024 de procéder à une « double attribution » pour les deux prochaines éditions des Jeux d'été, afin de ne perdre aucune de ces deux candidatures qualifiées de remarquables,,. Le 31 juillet 2017, le CIO annonce qu'il est parvenu à un accord avec Los Angeles pour qu'elle organise cette édition, Paris souhaitant organiser les Jeux de 2024, avant d'être désignée pour cette édition estivale en même temps que Los Angeles pour la suivante. Après Londres et Paris, Los Angeles devient la troisième ville à célébrer les Jeux olympiques d'été pour la troisième fois (1932, 1984 et 2028).

## Sélection de la ville hôte et double attribution des Jeux
Compte tenu des défections successives de Rome, Hambourg et Budapest, et dès le 8 décembre 2016, Thomas Bach, le président du Comité international olympique, avait réfléchi à une double-attribution en expliquant « nous produisons trop de [dossiers] perdants ». Le 17 mars 2017, il confirme et émet l'hypothèse d'une attribution simultanée des JO 2024 et 2028, afin de conserver les « deux excellentes candidatures » de Paris et Los Angeles, les deux dernières villes encore en course pour l'édition 2024. Cette solution assurant donc aux deux villes d'obtenir l'organisation des Jeux olympiques, en 2024 pour l'une, en 2028 pour l'autre. Le 13 mai 2017, le maire de Los Angeles Eric Garcetti se dit favorable à cette proposition, ajoutant : « Je sais que je n'ai pas une position orthodoxe sur la question et je sais que Paris a pu dire par le passé que c'était 2024 ou rien », n'écartant pas ainsi l'idée de voir sa ville organiser les JO 2028, afin de laisser à Paris le soin d'organiser ceux de 2024.
Le 9 juin 2017, le bureau exécutif du Comité international olympique adopte à l'unanimité la recommandation du président Thomas Bach en faveur d'un double vote à Lima le 13 septembre, pour désigner les villes-hôtes des Jeux olympiques 2024 et 2028, soit Paris et Los Angeles dans un ordre qui reste à définir. Le 11 juillet 2017, lors d'une session extraordinaire à Lausanne où les deux villes présentent leurs projets, la centaine de membres du CIO approuvent cette décision. Le 31 juillet, le CIO annonce qu'il est parvenu à un accord avec la ville californienne pour qu'elle organise l'édition 2028, Paris restant seul en lice pour l'organisation des Jeux olympiques de 2024. Le 13 septembre 2017, les membres du CIO votent à l'unanimité et à main levée en faveur de l'attribution des Jeux d'été 2024 à Paris et de ceux de 2028 à Los Angeles.

### Ville candidate
- Los Angeles, en remplacement de Boston, après abandon de la candidature pour les Jeux olympiques d'été de 2024 depuis le 31 juillet 2017[15],[7].

| Ville       | État       | Pays       | 1er tour  |
| ----------- | ---------- | ---------- | --------- |
| Los Angeles | Californie | États-Unis | Unanimité |

## Organisation

### Organisation institutionnelle
Patrick Baumann a été nommé par le président du CIO Thomas Bach à la tête de la Commission de coordination des Jeux de Los Angeles, avant son décès à 51 ans, le 14 octobre 2018 à Buenos Aires.

### Parrainage
En mai 2021, l'entreprise d'audit et de conseil Deloitte signe un contrat de partenariat pour sept ans avec les JO 2028. L'accord prévoit que Deloitte fournira des solutions stratégiques pour aider à l'organisation de l'événement.

### Sportives transgenres
Le CIO décide en juillet 2025 d'exclure les sportives transgenres des compétitions sportives afin de se conformer au décret présidentiel 14201 signé par Donald Trump. Le comité olympique se justifie en expliquant « protéger les opportunités offertes aux athlètes […] afin de garantir aux femmes un environnement de compétition juste et sécurisé ». La directrice générale ajoute que « toutes les fédérations sportives nationales doivent mettre à jour leurs politiques en conséquence »,.

## Sports au programme
Le programme initial est proposé pour approbation à la 139e session du CIO qui s'est tenu en amont des Jeux olympiques d'hiver de 2022 : vingt-huit sports seront au programme avec l'officialisation du skateboard, de l'escalade et du surf. La boxe et l'haltérophilie feront l'objet d'une approbation complémentaire liée à des problèmes de gouvernance ou de lutte antidopage ; concernant le pentathlon moderne, il est demandé à l'Union internationale de pentathlon moderne de réfléchir au format des futures compétitions puisque l'épreuve d'équitation est fortement remise en cause.
La deuxième phase concerne alors la procédure pour inclure un à deux sports additionnels ainsi que les choix des disciplines par chaque fédération mondiale sportive. En août 2022, il a été annoncé que neuf sports faisaient partie de la liste restreinte à inclure dans les Jeux, avec des présentations qui devraient être faites plus tard ce mois-là. Parmi les sports mis en avant : le cricket (porté par la ICC), le breaking (porté par la WDSF), le baseball/softball (porté par la WBSC), le flag football (porté par la IFAF ; il s'agit d'une version du football américain sans contact), la crosse (porté par la WL), le karaté (porté par la WKF), le kick-boxing (porté par la WAKO) et le squash (porté par la WSF). Il n'y a pas de limite quant au nombre de sports que le CIO peut ajouter, et le comité d'organisation n'est pas obligé d'inclure ces sports. Cependant, le comité organisateur a fixé un quota à 10 500 athlètes.
Le 9 octobre 2023, LA 2028 propose cinq sports : baseball/softball, cricket (twenty20), crosse (6x6), flag football et squash et Football à 7 aux Jeux paralympiques. La décision a été entérinée par la 141e session du CIO. Il n'y aura donc pas de nouveauw médaillés au breaking ou au karaté à ces Jeux olympiques.
Le CIO valide également l'introduction de l'aviron de plage (ou beach rowing) en remplacement de l'épreuve des deux de couples poids légers, ; trois épreuves seront disputées : skiff masculin, skiff féminin et deux de couple mixte. Par ailleurs, la distance pour la course en ligne d'aviron sera reduite à 1 500 m et non 2 000 m afin de réutiliser le parcours des Jeux olympiques de 1932 où un pont a depuis été construit
Thomas Bach, président du CIO, a annoncé que la boxe sera incluse aux JO de Los Angeles en 2028, sous réserve d'approbation finale. Cette décision suit la reconnaissance de la fédération World Boxing, remplaçant l'IBA. Les qualifications varieront selon les pays. Après une période d'incertitude, la boxe intègre officiellement le programme de Los Angeles 2028, choix entériné lors de la 144e session du CIO.
Le 9 avril 2025, le CIO annonce l'introduction de nouvelles épreuves dans plusieurs sports:
- Athlétisme : ajout du relais mixte 4 × 100 m, abandon du relais mixte marathon-marche
- Natation : ajout de 50 m dos, papillon et brasse
- Tir à l'arc : ajout de l'arc à poulies en épreuve par équipe mixte
- Gymnastique artistique : concours complet par équipe mixte
- Golf : épreuve par équipe mixte
- Tennis de table : épreuve par équipe mixte
- Escalade : l'épreuve combinée bloc-piste sera remplacée par des compétitions distinctes pour chaque discipline, portant le nombre total à six épreuves.
- Boxe : introduction d'une nouvelle catégorie de poids féminine

Le basketball 3x3 est étendu à 12 équipes, le water-polo féminin est étendu à 12 équipes pour assurer la parité avec le tournoi masculin ; le tournoi de football féminin passe de 12 à 16 équipes tandis que le tournoi masculin sera réduit de 16 à 12 équipes.
Ainsi, sur 351 épreuves, les Jeux compte 161 épreuves féminines, 165 épreuves masculines et 25 épreuves mixtes.
| Sports individuels/ disciplines                                           | Nombre d'épreuves | Nombre d'épreuves | Nombre d'épreuves | Nombre d'épreuves |
| Sports individuels/ disciplines                                           | Hommes            | Femmes            | Mixte             | Total             |
| ------------------------------------------------------------------------- | ----------------- | ----------------- | ----------------- | ----------------- |
| Athlétisme                                                                | 23                | 23                | 2                 | 48                |
| Aviron - Course en ligne - Aviron de plage                                | 7 6 1             | 7 6 1             | 1 0 1             | 15 12 3           |
| Badminton                                                                 | 2                 | 2                 | 1                 | 5                 |
| Boxe                                                                      | 7                 | 7                 |                   | 14                |
| Canoë-kayak - Course en ligne - Slalom (eaux vives)                       | 8 5 3             | 8 5 3             |                   | 16 10 6           |
| Cyclisme - Cyclisme sur route - Cyclisme sur piste - VTT - BMX            | 11 2 6 1 2        | 11 2 6 1 2        |                   | 22 4 12 2 4       |
| Équitation - Saut d'obstacles - Dressage - Concours complet               |                   |                   | 6 2               | 6 2               |
| Escalade                                                                  | 3                 | 3                 |                   | 6                 |
| Escrime                                                                   | 6                 | 6                 |                   | 12                |
| Golf                                                                      | 1                 | 1                 | 1                 | 3                 |
| Gymnastique - Gymnastique artistique - Gymnastique rythmique - Trampoline | 9 8 1             | 9 6 2 1           | 1                 | 19 15 2           |
| Haltérophilie                                                             | 5                 | 5                 |                   | 10                |
| Judo                                                                      | 7                 | 7                 | 1                 | 15                |
| Lutte - Libre - Gréco-romaine                                             | 12 6              | 6                 |                   | 18 12 6           |
| Sports aquatiques - Natation sportive - Plongeon - Natation artistique    | 26 21 4           | 27 21 4 1         | 2 1               | 55 43 8 2         |
| Pentathlon moderne                                                        | 1                 | 1                 |                   | 2                 |
| Skateboard                                                                | 2                 | 2                 |                   | 4                 |
| Squash                                                                    | 1                 | 1                 |                   | 2                 |
| Surf                                                                      | 1                 | 1                 |                   | 2                 |
| Taekwondo                                                                 | 4                 | 4                 |                   | 8                 |
| Tennis                                                                    | 2                 | 2                 | 1                 | 5                 |
| Tennis de table                                                           | 2                 | 2                 | 2                 | 6                 |
| Tir - Carabine - Pistolet - Tir aux plateaux                              | 6 2               | 6 2               | 3 1               | 15 5              |
| Tir à l'arc                                                               | 2                 | 2                 | 2                 | 6                 |
| Triathlon                                                                 | 1                 | 1                 | 1                 | 3                 |
| Voile                                                                     | 4                 | 4                 | 2                 | 10                |
| Total                                                                     | -                 | -                 | -                 | -                 |

| Sports collectifs/ disciplines        | Nombre d'épreuves | Nombre d'épreuves | Nombre d'épreuves | Nombre d'épreuves |
| Sports collectifs/ disciplines        | Hommes            | Femmes            | Mixte             | Total             |
| ------------------------------------- | ----------------- | ----------------- | ----------------- | ----------------- |
| Baseball                              | 1                 | 0                 |                   | 1                 |
| Basket-ball - 5 × 5 - 3 × 3           | 2 1               | 2 1               |                   | 4 2               |
| Cricket                               | 1                 | 1                 |                   | 2                 |
| Crosse                                | 1                 | 1                 |                   | 2                 |
| Flag football                         | 1                 | 1                 |                   | 2                 |
| Football                              | 1                 | 1                 |                   | 2                 |
| Handball                              | 1                 | 1                 |                   | 2                 |
| Hockey sur gazon                      | 1                 | 1                 |                   | 2                 |
| Rugby à sept                          | 1                 | 1                 |                   | 2                 |
| Softball                              | 0                 | 1                 |                   | 1                 |
| Volley-ball - En salle - Beach-volley | 2 1               | 2 1               |                   | 4 2               |
| Water-polo                            | 1                 | 1                 |                   | 2                 |
| Total                                 | 13                | 13                | 0                 | 26                |

## Sites
Les cérémonies d'ouverture et de clôture vont pour la première fois être organisées dans deux stades différents. Celle d'ouverture doit démarrer au Memorial Coliseum — déjà utilisé lors des Jeux olympiques d'été de 1932 — et se finir au SoFi Stadium — inauguré en 2020 —, l'ordre étant inversé pour la cérémonie de clôture.
L'université de Californie à Los Angeles accueillera le village olympique. Oklahoma City, dans l'Oklahoma, doit quant à elle organiser des épreuves de softball et de canoë-kayak, respectivement au Devon Park et au McClendon Whitewater Center.

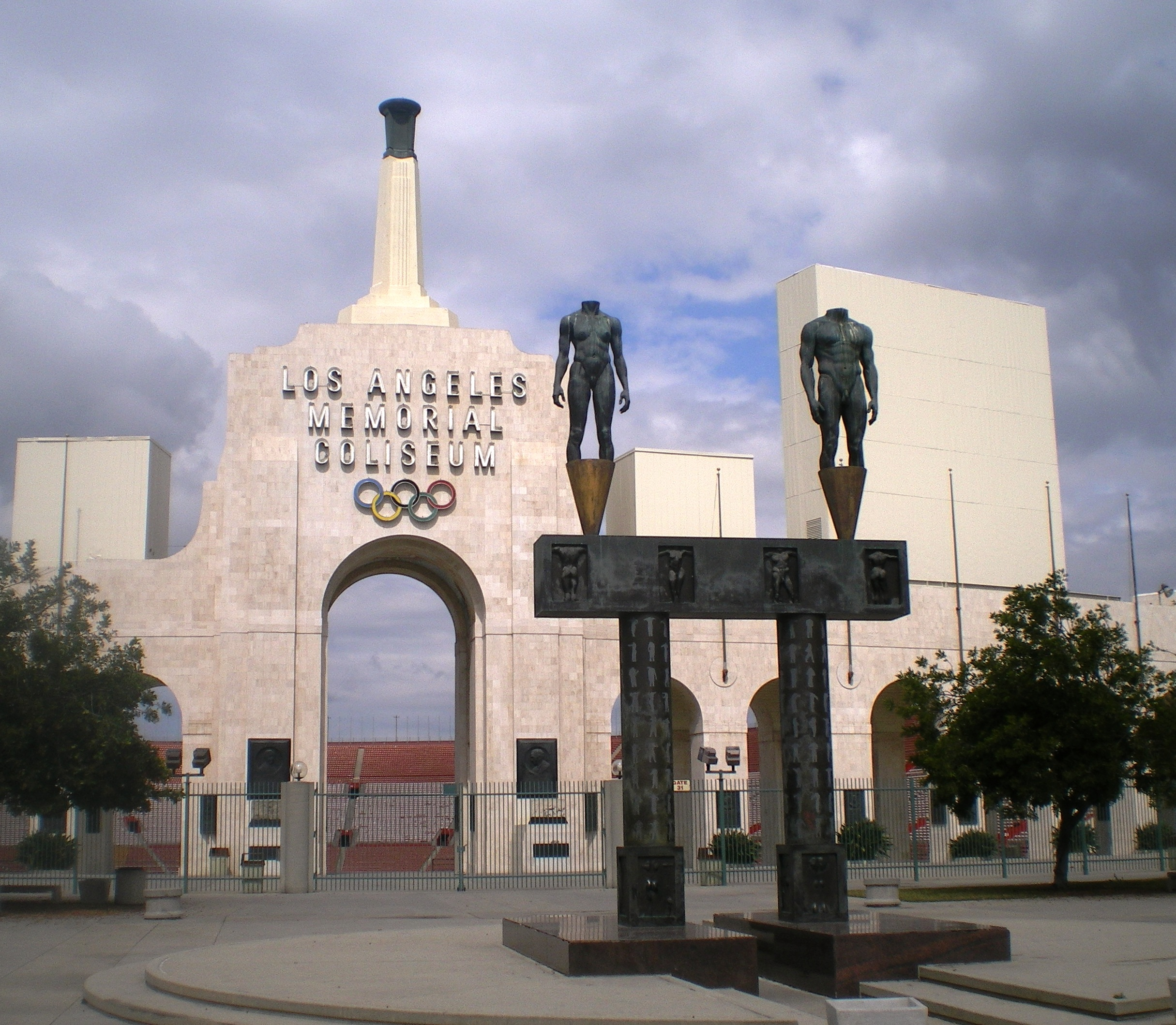
Los Angeles Memorial Coliseum.

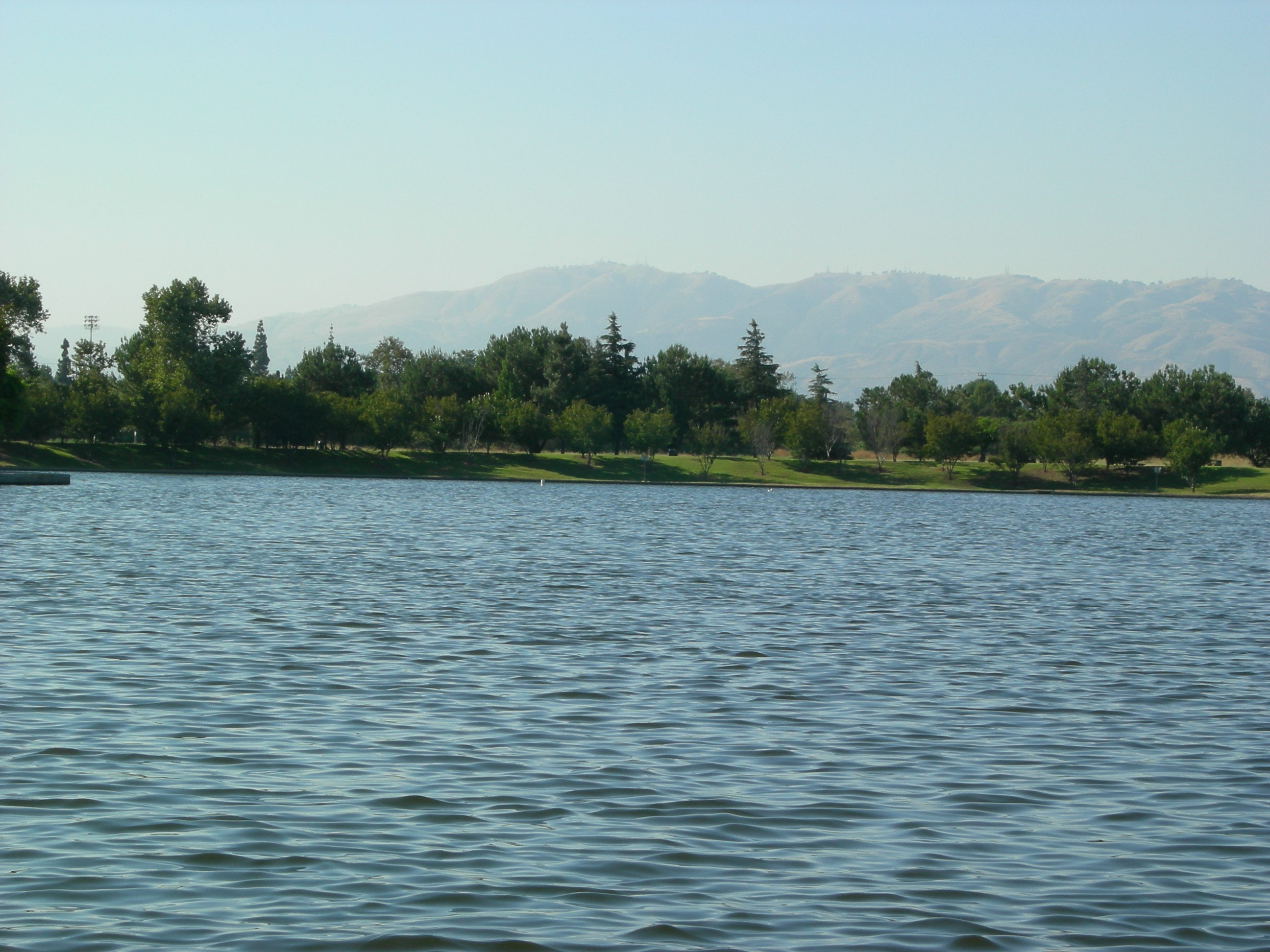
Sepulveda Basin Park.

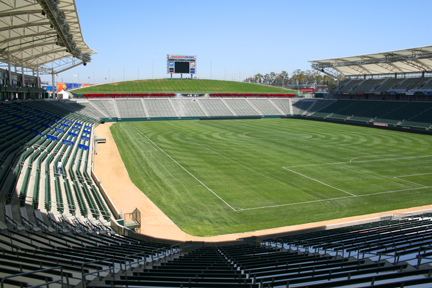
StubHub Center.

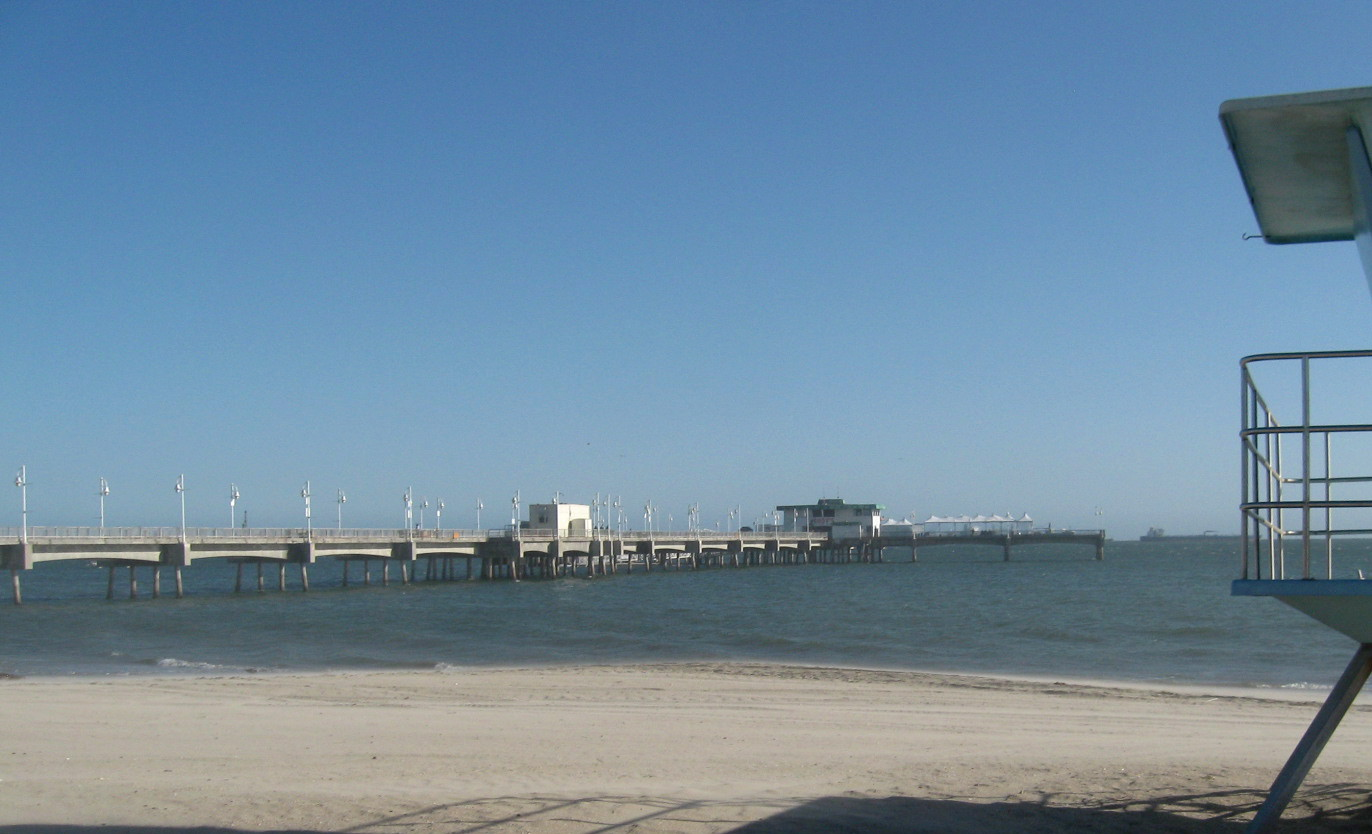
Belmont Veterans Memorial Pier.

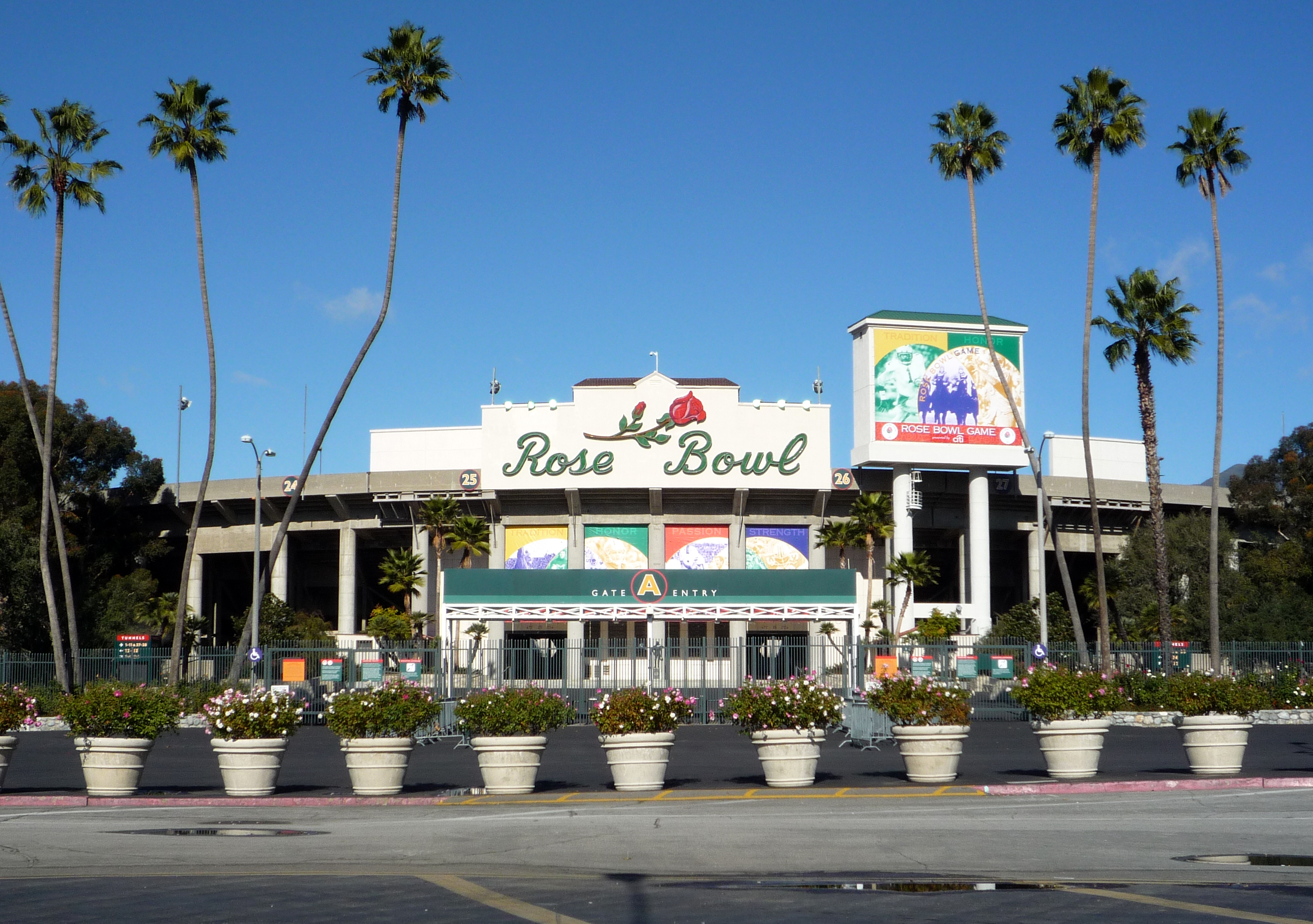
Stade Rose Bowl.

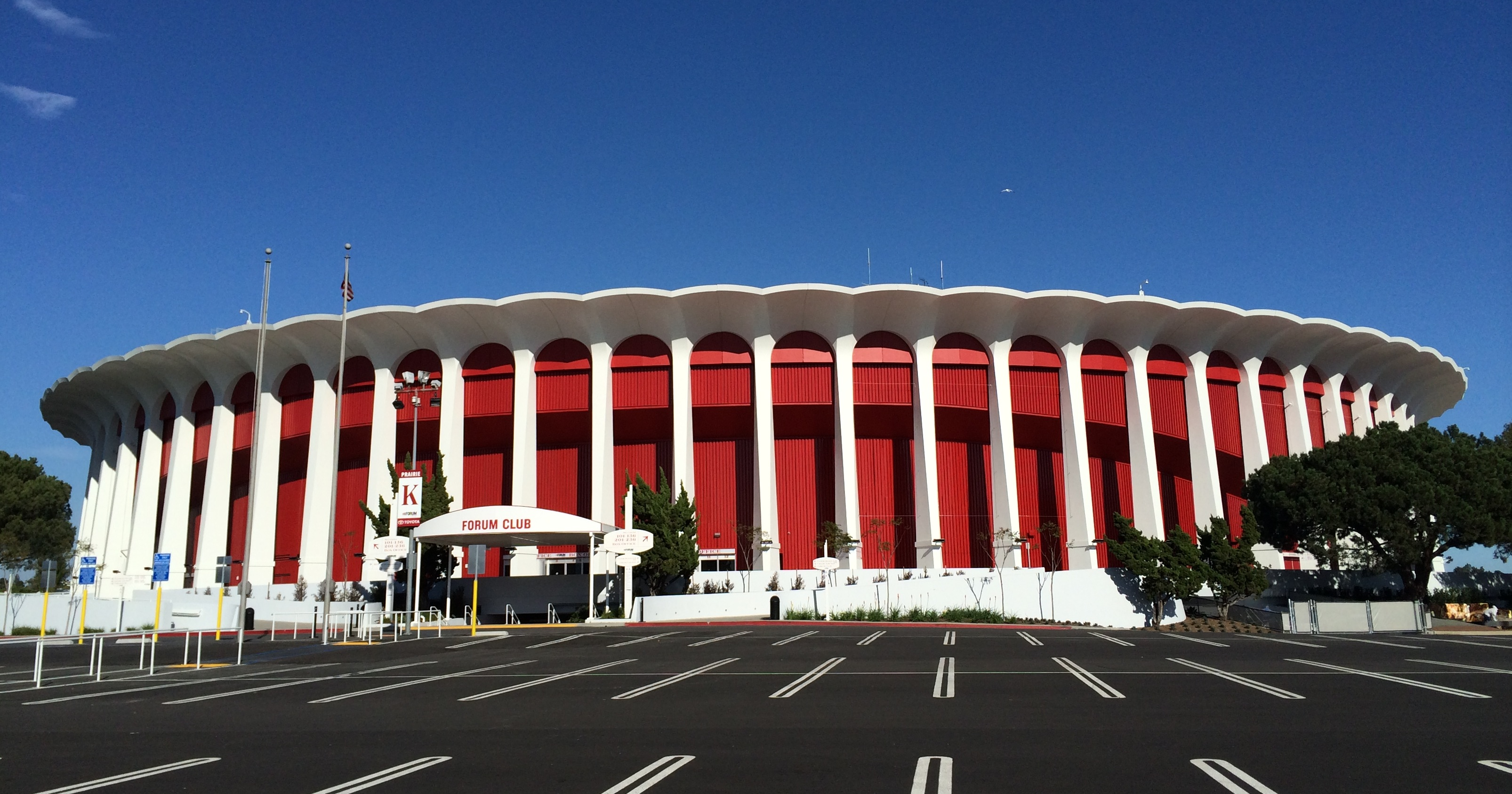
The Forum.

| Lieu                             | Site d'épreuves                          | Utilisation                                                        | Capacité               | Statut                    |
| -------------------------------- | ---------------------------------------- | ------------------------------------------------------------------ | ---------------------- | ------------------------- |
| Downtown Los Angeles Sports Park | Los Angeles Memorial Coliseum            | Athlétisme                                                         | 93 000                 | Existant                  |
| Downtown Los Angeles Sports Park | Los Angeles Memorial Coliseum            | Cérémonies d'ouverture et de clôture                               | 93 000                 | Existant                  |
| Downtown Los Angeles Sports Park | BMO Stadium                              | Football (tours éliminatoires)                                     | 22 000                 | Livré le 18 avril 2018    |
| Downtown Los Angeles Sports Park | BMO Stadium                              | Athlétisme (qualifications des lancers : disque, javelot, marteau) | 22 000                 | Livré le 18 avril 2018    |
| Downtown Los Angeles Sports Park | LA84/John C. Argue Swim Stadium          | Plongeon, natation artistique                                      | 20 000                 | Existant                  |
| Downtown Los Angeles Sports Park | Galen Center (USC)                       | Badminton                                                          | 10 300                 | Existant                  |
| Downtown Los Angeles Sports Park | Galen Center (USC)                       | Karaté                                                             | 10 300                 | Existant                  |
| Downtown Los Angeles Sports Park | Convention Center                        | Basket-ball (éliminatoires femmes)                                 | 8 000                  | Existant                  |
| Downtown Los Angeles Sports Park | Convention Center                        | Boxe                                                               | 8 000                  | Existant                  |
| Downtown Los Angeles Sports Park | Convention Center                        | Escrime                                                            | 7 000                  | Existant                  |
| Downtown Los Angeles Sports Park | Convention Center                        | Taekwondo                                                          | 7 000                  | Existant                  |
| Downtown Los Angeles Sports Park | Convention Center                        | Tennis de Table                                                    | 5 000                  | Existant                  |
| Downtown Los Angeles Sports Park | Convention Center                        | BMX Freestyle                                                      | 8 000                  | Existant                  |
| Downtown Los Angeles Sports Park | Intuit dome                              | Basket-ball (éliminatoires hommes et finales)                      | 18 000                 | Existant                  |
| Downtown Los Angeles Sports Park | Peacock Theater                          | Haltérophilie                                                      | 7 000                  | Existant                  |
| Downtown Los Angeles Sports Park | USC Village                              | Village des médias                                                 | -                      | Existant                  |
| Downtown Los Angeles Sports Park | Grand Park                               | Marathon                                                           | 5 000                  | Existant                  |
| Downtown Los Angeles Sports Park | Grand Park                               | Marche                                                             | 5 000                  | Existant                  |
| Downtown Los Angeles Sports Park | Grand Park                               | Cyclisme sur route                                                 | 5 000                  | Existant                  |
| Valley Sports Park               | Sepulveda Basin Park (Barrage Sepulveda) | Canoë-kayak slalom                                                 | 8 000                  | Construction planifiée    |
| Valley Sports Park               | Sepulveda Basin Park (Barrage Sepulveda) | Sports équestres                                                   | 15 000                 | Structure temporaire      |
| Valley Sports Park               | Sepulveda Basin Park (Barrage Sepulveda) | Tir                                                                | 3 000                  | Structure temporaire      |
| South Bay Sports Park            | Dignity Health Sports Park               | Rugby                                                              | 30 000                 | Existant                  |
| South Bay Sports Park            | Dignity Health Sports Park               | Pentathlon moderne                                                 | 30 000                 | Existant                  |
| South Bay Sports Park            | Dignity Health Sports Park               | Tennis                                                             | 10 000 (court central) | Existant                  |
| South Bay Sports Park            | Dignity Health Sports Park               | Hockey sur gazon                                                   | 15 000                 | Existant                  |
| South Bay Sports Park            | VELO Sports Center                       | Cyclisme sur piste                                                 | 6 000                  | Existant                  |
| South Bay Sports Park            | VELO Sports Center                       | Pentathlon moderne (escrime)                                       | 6 000                  | Existant                  |
| Long Beach Sports Park           | Front de mer de Long Beach               | BMX                                                                | 6 000                  | Temporaire                |
| Long Beach Sports Park           | Front de mer de Long Beach               | Water-polo                                                         | 8 000                  | Existant                  |
| Long Beach Sports Park           | Front de mer de Long Beach               | Triathlon                                                          | 2 000                  | Existant                  |
| Long Beach Sports Park           | Front de mer de Long Beach               | Nage en eau libre                                                  | 2 000                  | Existant                  |
| Long Beach Sports Park           | Long Beach Arena                         | Handball                                                           | 12 000                 | Existant                  |
| Long Beach Sports Park           | Belmont Veterans Memorial Pier           | Voile                                                              | 6 000                  | Existant                  |
| Long Beach Sports Park           | Long Beach Marine Stadium                | Canoë-kayak sprint                                                 | 14 000                 | Existant                  |
| Long Beach Sports Park           | Long Beach Marine Stadium                | Aviron                                                             | 14 000                 | Existant                  |
| Southern California              | Rose Bowl                                | Football (une partie des phases finales)                           | 92 000                 | Existant                  |
| Southern California              | Frank G. Bonelli Regional Park           | VTT                                                                | 3 000                  | Temporaire                |
| Southern California              | Dodger Stadium                           | Baseball / Softball                                                | 56 000                 | Existant                  |
| Southern California              | Angel Stadium                            | Baseball / Softball                                                | 45 000                 | Existant                  |
| Southern California              | Honda Center                             | Volley-ball                                                        | 18 000                 | Existant                  |
| Southern California              | Universal Studios Hollywood              | Centre des médias (MPC/IBC)                                        | -                      | Existant                  |
| Zone Los Angeles ouest           | Santa Monica et Venice Beach             | Beach-volley                                                       | 12 000                 | Temporaire                |
| Zone Los Angeles ouest           | Santa Monica et Venice Beach             | Skateboard                                                         | 10 000                 | Existant                  |
| Zone Los Angeles ouest           | Santa Monica et Venice Beach             | Surf                                                               | 8 000                  | Existant                  |
| Zone Los Angeles ouest           | Santa Monica et Venice Beach             | Basket-ball 3x3                                                    | -                      | Existant                  |
| Zone Los Angeles ouest           | Riviera Country Club                     | Golf                                                               | 30 000                 | Existant                  |
| Zone Los Angeles ouest           | Pauley Pavilion (UCLA)                   | Village olympique                                                  | N/A                    | Existant                  |
| Zone Los Angeles ouest           | Pauley Pavilion (UCLA)                   | Lutte                                                              | 12 500                 | Existant                  |
| Zone Los Angeles ouest           | Pauley Pavilion (UCLA)                   | Judo                                                               | 12 500                 | Existant                  |
| Zone Los Angeles ouest           | SoFi Stadium                             | Cérémonies d'ouverture et de clôture                               | 72 000                 | Livré le 8 septembre 2020 |
| Zone Los Angeles ouest           | SoFi Stadium                             | Natation                                                           | 38 000                 | Livré le 8 septembre 2020 |
| Zone Los Angeles ouest           | SoFi Stadium                             | Football (une partie des phases finales)                           | 72 000                 | Livré le 8 septembre 2020 |
| Zone Los Angeles ouest           | SoFi Stadium                             | Tir à l'arc                                                        | 8 000                  | Livré le 8 septembre 2020 |
| Zone Los Angeles ouest           | Crypto.com arena                         | Gymnastique                                                        | 17 000                 | Existant                  |

## Identité visuelle

Logotype officiel de la candidature de la ville de Los Angeles.
Logotype temporaire des Jeux olympiques de Los Angeles.
Un des logos dévoilés le 1er septembre 2020.
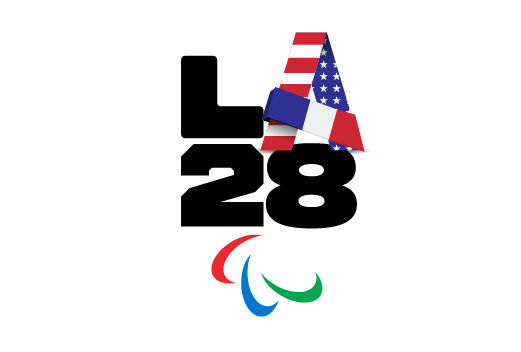
Logo dévoilé le 8 septembre 2024.
Logo LA 2028 en version Gif dévoilé en 2024.

## Tableau des médailles
Le tableau suivant présente les quinze premières nations au classement des médailles de leurs athlètes:
- Pays organisateur (États-Unis)

| Rang  | Nation     | Or | Argent | Bronze | Total |
| ----- | ---------- | -- | ------ | ------ | ----- |
| 1     | États-Unis |    |        |        |       |
| Total |            |    |        |        |       |

### Droits de diffusion
Aux États-Unis, les Jeux seront diffusés par les propriétés de NBCUniversal, dans le cadre d'un contrat à long terme avec le CIO jusqu'en 2032. Le site du Universal Studios Lot est prévu pour accueillir le Centre international de diffusion des Jeux. De plus, NBCUniversal et le comité d'organisation coordonneront de nombreuses ventes de parrainage pour les Jeux, et la société mère Comcast sera promue en tant que partenaire fondateur de Los Angeles 2028 dans le cadre d'un accord de parrainage renouvelé avec le Comité olympique et paralympique des États-Unis (USOPC),.
Le 16 janvier 2023, le CIO a renouvelé ses accords de droits de télévision payante et de diffusion en continu en Europe avec Warner Bros. Discovery jusqu'en 2032, couvrant 49 territoires européens. Le CIO a simultanément conclu un accord de couverture en clair avec l'Union européenne de radio-télévision (EBU), dont les diffuseurs membres diffuseront au moins 200 heures de couverture des Jeux olympiques d'été 2028.
- Allemagne : Discovery Communications / Eurosport et ARD/ZDF[41]
- Belgique – RTBF / VRT[42],[43]
- Brésil : Grupo Globo[44]
- Corée du Sud : SBS[45]
- États-Unis : NBC
- Europe : Discovery Communications et Eurosport[46]
- Royaume-Uni : BBC1 et Eurosport[47]
- Canada : ICI Radio-Canada Télé et Réseau des sports (français) / Canadian Broadcasting Corporation et The Sports Network (anglais)[48]
- Portugal : RTP 1 / RTP 2 et TVI
- France : France Télévisions / Eurosport[49]
- Japon : Japan Consortium[50]